# Vale d'Ouro

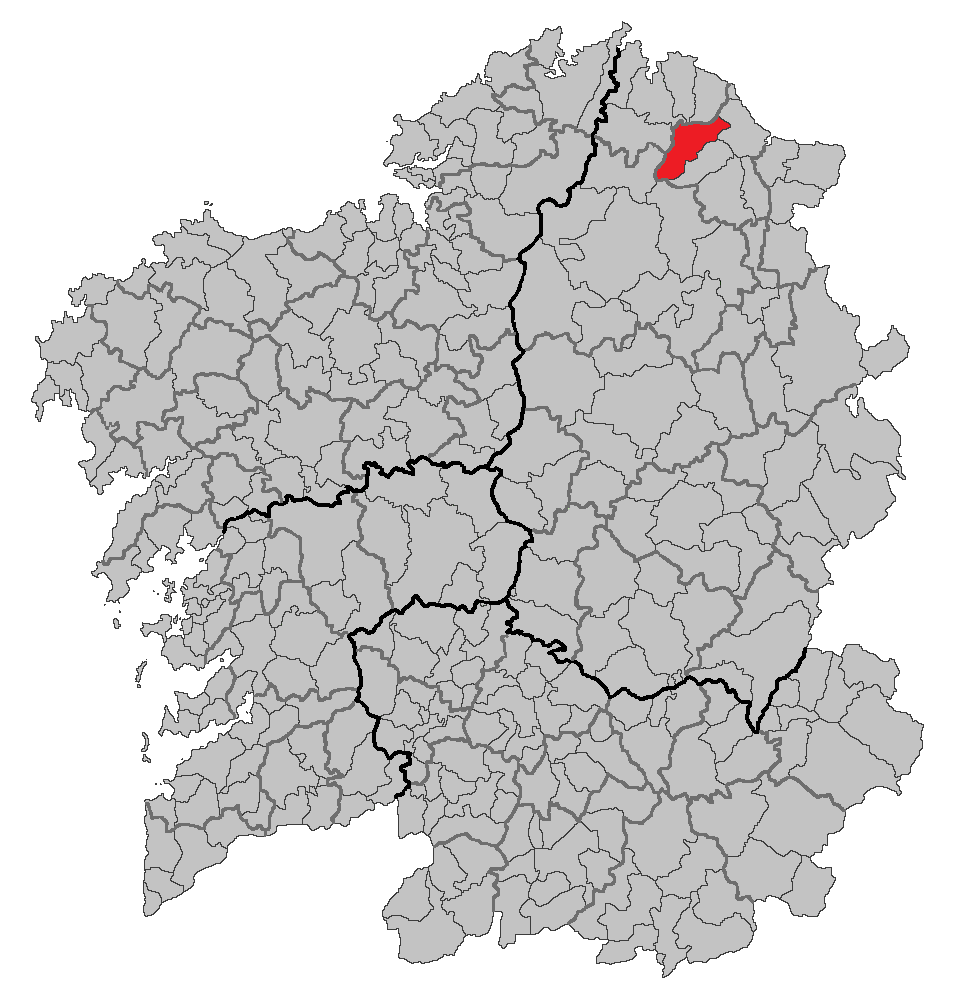
Localização do Vale d'Ouro

Vale d'Ouro (em galego, O Valadouro; em espanhol, Valle de Oro) é um município da Espanha na província de Lugo, comunidade autónoma da Galiza, de área  km² com população de 2227 habitantes (2007) e densidade populacional de 20,81 hab/km².

## Demografia
| Variação demográfica do município entre 1991 e 2004 | Variação demográfica do município entre 1991 e 2004 | Variação demográfica do município entre 1991 e 2004 | Variação demográfica do município entre 1991 e 2004 |
| --------------------------------------------------- | --------------------------------------------------- | --------------------------------------------------- | --------------------------------------------------- |
| 1991                                                | 1996                                                | 2001                                                | 2004                                                |
| 2815                                                | 2603                                                | 2377                                                | 2305                                                |